# Bastiano de' Rossi

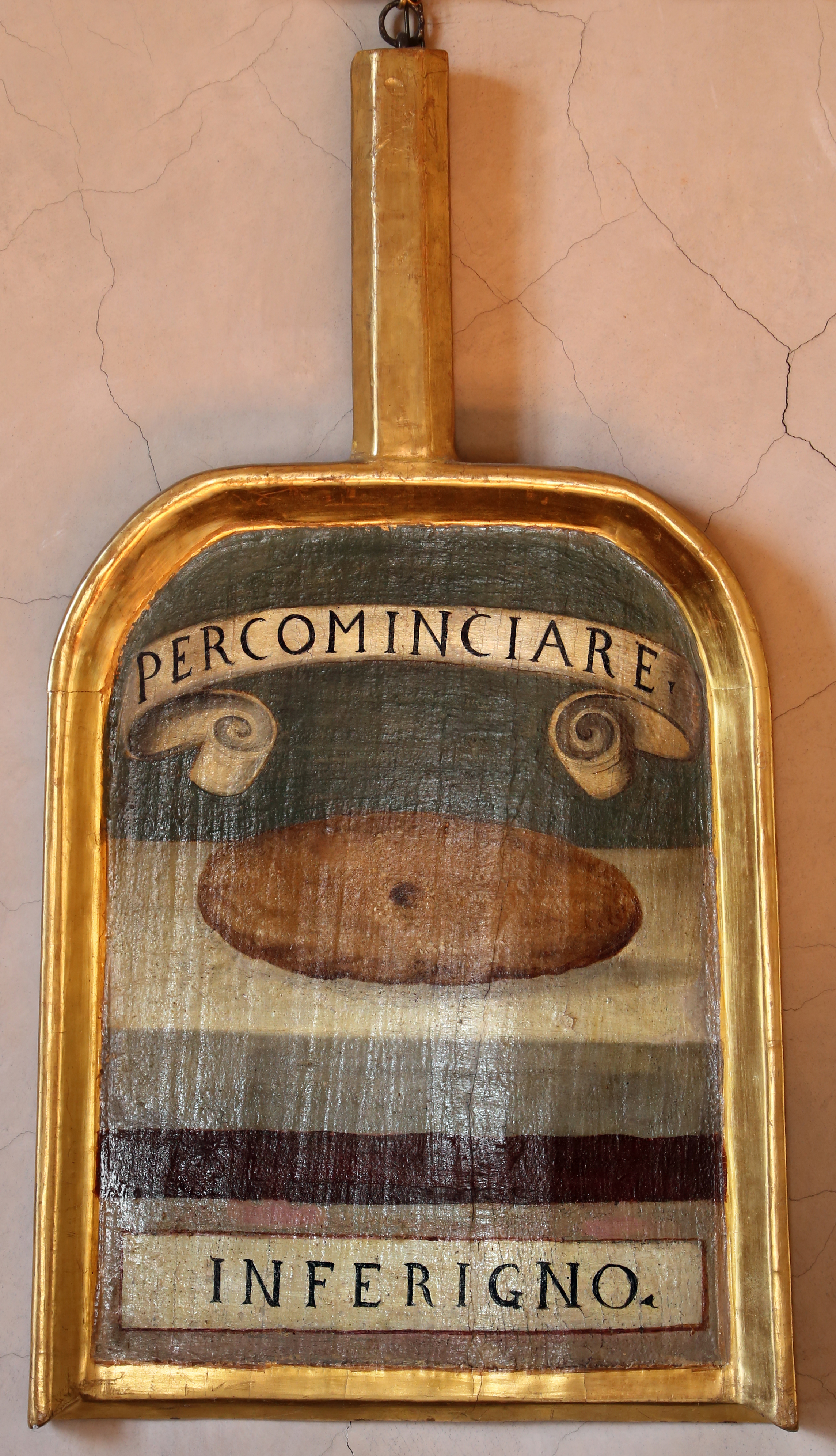
La pala di Bastiano de' Rossi (Inferigno) all'Accademia della Crusca

Bastiano de' Rossi (San Casciano in Val di Pesa, metà secolo XVI – Firenze, XVII secolo) è stato un letterato italiano.

## Biografia
Bastiano de' Rossi fu tra i fondatori dell'Accademia della Crusca ed ebbe il nome di Inferigno. Detto dal Fontanini ferocissimo cruscante, fu nemico acerrimo di Torquato Tasso in nome del purismo fiorentino (come lo fu in generale la Crusca). Nella Lettera a Flaminio Mannelli accusò il Tasso di avere offeso la città di Firenze nel Dialogo del piacere onesto.
Compilò e fu primo editore del Vocabolario della Crusca (1612 e 1623).

## Sue opere
- Prose, nelle prose fiorentine, tra cui una Cicalata in lode del vino;
- Preliminari alla stacciata prima degli Accademici della Crusca (Firenze 1584);
- Della Gerusalemme del Tasso;
- Apparato e intermedi per la commedia rappresentata in Firenze nelle nozze di Cesare d'Este e di Virginia de' Medici (Firenze 1585);
- Apparato e intermedi per la commedia rappresentata in Firenze nelle nozze di don Ferdinando de' Medici e Madama Cristina di Lorena (ivi 1589).